# Kanton Zellerfeld
Der Kanton Zellerfeld war eine Verwaltungseinheit im Distrikt Osterode des Departements des Harzes im napoleonischen Königreich Westphalen. Hauptort des Kantons und Sitz des Friedensgerichts war Zellerfeld im heutigen niedersächsischen Landkreis Goslar. Das Gebiet des Kantons umfasste 4 Orte und zwei Waldgebiete im heutigen Land Niedersachsen.
Zum Kanton gehörten die Ortschaften:

- Zellerfeld
- Grund
- Lautenthal
- Wildemann
- Lautenthaler Forst
- Zellerfelder Forst